# 米高梅控股公司
米高梅控股公司（英語：MGM Holdings Inc.）是一家在美國特拉華州註冊的純粹控股公司，它是美國著名電影公司米高梅電影公司的母公司。通過這家控股公司，米高梅的債權人們間接擁有了位於好萊塢的製片廠。公司總部位於加州比佛利山。2022年3月17日科技公司亞馬遜收購了美高梅，隨後於2023年10月3日將與其子公司亞馬遜工作室合併，組成亞馬遜米高梅工作室。

## 公司歷史
米高梅控股公司成立於2005年2月11日，由索尼為首的一群財團所組成。2005年4月8日，米高梅控股公司通過一筆價值48億美元的槓桿收購收購了米高梅電影公司。從公司成立起直至其破產，它的股權構成為：普羅維登斯股本合夥公司占股29%；德克薩斯太平洋資本基金占股21%；索尼美國公司占股20%；康卡斯特占股20%；DLJ商業銀行合夥公司占股7%；四方集團占股3%。
米高梅控股公司破產之後，米高梅電影公司被抵押給債權人，這其中包括瑞士信贷集團和摩根大通。由新債權人組成的新的米高梅控股公司，等於間接控股了米高梅電影公司。.2010年12月，米高梅電影公司任命了望遠鏡娛樂公司的合夥人加里·鮑勃和羅傑·伯恩鮑姆為公司的董事會聯席主席和聯席CEO；同時任命了前皮克斯動畫公司安·馬瑟為董事會成員。2010年12月29日，米高梅控股公司同位於紐約的喬治·康福特和兒子集團（George Comfort & Sons）簽訂一項新的租賃合約，米高梅控股公司將從位於世紀城的舊總部搬遷至位於北比佛利大街235-269號拐角的一棟六層樓建築。
2012年7月31日，米高梅控股公司宣佈它與公司最大股東卡爾·伊坎達成協議，收購其手中價值5.9億美元的股權。該協議同時允許米高梅控股公司向公眾或其他投資者以市值24億到30億美元的價格出售米高梅電影公司。
2021年5月26日，亞馬遜公司宣布以84.5億美元收購米高梅。

## 公司資產

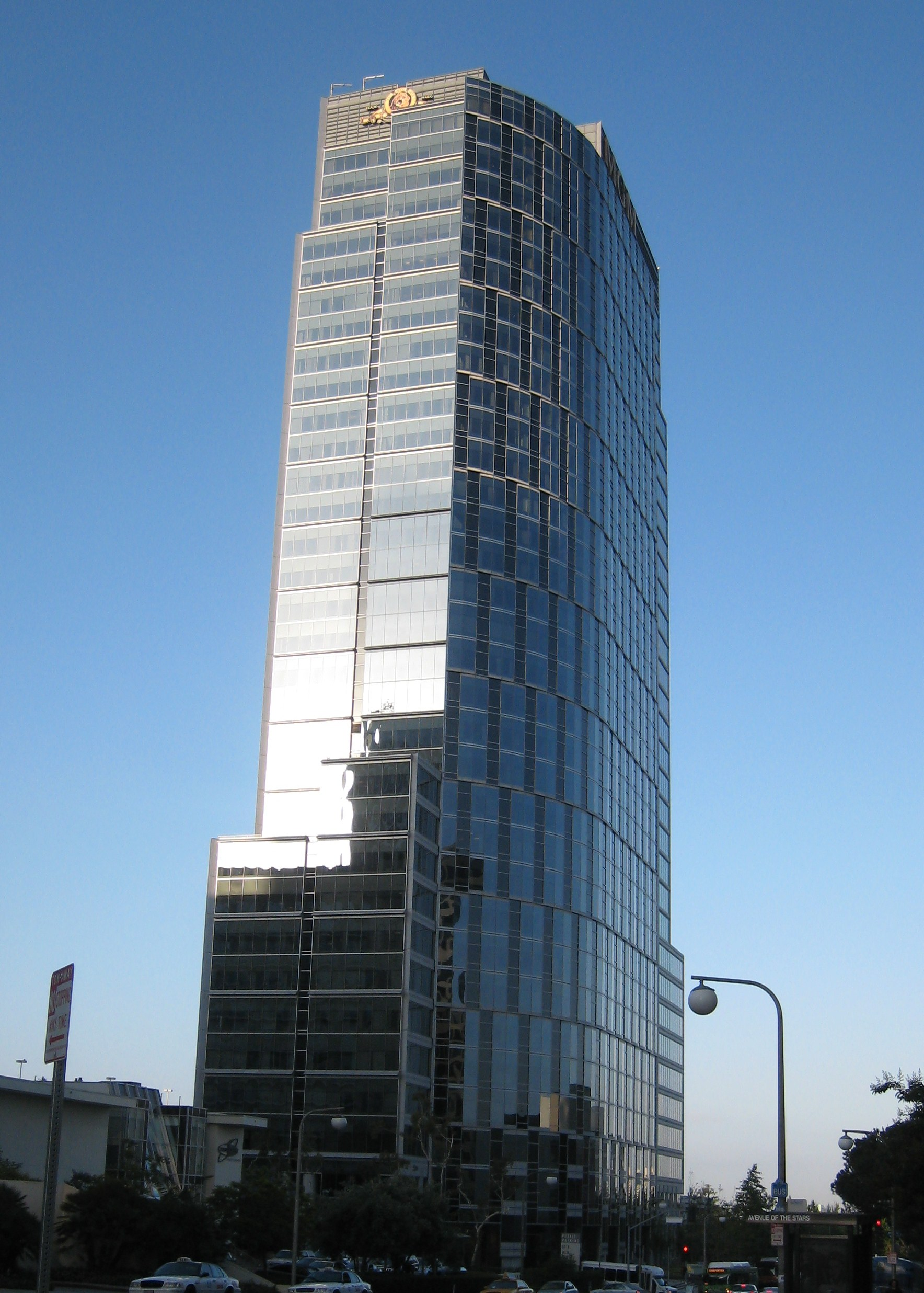
米高梅公司總部曾經所在地洛杉磯星座廣場（原名：米高梅大廈）。

米高梅電影公司是米高梅公司的附屬公司，它直接或簡介地擁有并控制下列公司。

### 電影製片、發行及家庭娛樂公司
- 米高梅電影製片公司
- 聯美電影公司
- 猎户座電影公司
- 米高梅家庭娛樂發行公司（英语：MGM Home Entertainment）

### 電視公司
- 米高梅電視娛樂公司
- 米高梅國際電視發行公司
- 米高梅電視網公司（英语：MGM Networks）
  - 米高梅電視頻道（英语：MGM (TV channel)）（米高梅高清電視頻道（英语：MGM HD））
  - THIS電視網（英语：This TV）（與威格爾廣播公司（英语：Weigel Broadcasting）合資）
  - EPIX電視網（英语：Epix (TV network)）（與維亞康姆及獅門娛樂公司合資）

### 其他資產
- 米高梅動畫公司（英语：Metro-Goldwyn-Mayer Animation）
- 米高梅音樂公司（英语：MGM Music）
- 米高梅演出事務公司（MGM On Stage）
- 米高梅周邊製造公司（MGM Consumer Products）
- 米高梅互動娛樂公司（英语：MGM Interactive）